# Regisztrációs jegy
A regisztrációs jegy (időnként regisztrációs menetjegy megnevezéssel) egy, a MÁV Start és a Volán járatain 2010. március 1-jétől bevezetett díjmentes jegyforma volt, melyet olyan utasoknak kellett váltani, akik az említett közlekedési vállalatok járatain egyébként díjmentesen utazhattak. Bevezetésének indoka a díjtalanul utazók forgalmának felmérése és hosszabb távon az állami költségvetés által történő finanszírozásának pontos adatokon nyugvó megszervezése volt. 
2012. január 1-től a közösségi közlekedésben szociálpolitikai alapon díjmentesen utazóknak a továbbiakban nem kell ilyen jegyet váltaniuk, ezzel a jegytípus kiadása  megszűnt. A megszüntetés indoka az volt, hogy a díjmentes utazásokkal kapcsolatos felmérések elkészültek, és a rendszer fenntartása igen költséges.

## Bevezetése
A regisztrációs jegyet a 48/2007. (IV.26.) GKM rendelet 2010. március 1-jétől érvényes módosítása alapján vezették be: jegyváltásra kötelezettek voltak a 6 éven aluli gyermekek, a 65 éven felüliek, valamint a hadirokkantak, hadiözvegyek és menekültek. A regisztrációs jegyet 2010. március 1-jétől megszüntetéséig, 2012. január 1-jéig volt kötelező váltani. 2010. májusáig a jegyet nem váltókat csak figyelmeztették, 2010. júniusától ennek elmulasztása esetén 500 forint pótdíjat kellett fizetni.

## Bevezetésének indoklása
A közösségi közlekedés finanszírozása az állami költségvetés egyre nehezebben teljesíthető terhe. A magyar sajátosságoknak és kialakult jogi környezetnek megfelelően a lakosság egyes csoportjai (idősek, kisgyermekek) bizonyos közlekedési eszközöket díjmentesen használhatnak. A közlekedési vállalatok az állammal folytatott finanszírozási vitákban gyakran felvetették, hogy a díjtalanul utazók jelentős, számukra meg nem térített teljesítményt kötnek le. Ennek a helyzetnek a feloldására vetődött fel a regisztrációs jegy kötelező jellegű bevezetése.

## A jegy megváltásanak szabályai a MÁV-nál
A regisztrációs jegy alapvetően az utazási jogosultság igazolására szolgált, de a MÁV-nál a térítés ellenében kapható jegyektől részben eltérő módokon lehetett megváltani. Csak jegykiadó géppel rendelkező pénztáraknál volt váltható, amennyiben az induló állomáson vagy megállóhelyen ez nem volt adott, akkor a vonaton a jegyvizsgáló adta ki. Elővételben legfeljebb 60 nappal a szándékolt utazás előtt volt váltható, de érvénytartam megjelölése nélkül nem adhatták ki. Intercity vonatokra a telefonos jegyrendelés általános szabályai szerint, interneten pedig korlátozottan volt váltható, viszont jegykiadó automatából nem lehetett váltani. Visszaútra külön menetjegyet kellett váltani a visszautazás kezdő dátumának megjelölésével.

## Ellenérvek
A regisztrációs jegy bevezetése ellen néhány ellenérv is felmerült.
A szabályok szerint a kötelező jegyváltás nem minden díjmentesen utazó utascsoportra vonatkozott (pl. MÁV-alkalmazottak), ezt az utasforgalmat nem mérte. 
Magának a jegynek kiállítási költsége darabonként 5-15 forint volt, ami nem merült volna fel, amennyiben nem kellett volna váltani. A MÁV-nál a jegypénztárak szoftverének átállítása mintegy 300 millió forintba került, míg a Volán-vállalatoknál az autóbuszokon működő jegykiadó készülékeinek átállítása gyakorlatilag költségmentesen történt. Éves szinten a rendszer üzemeltetési költségét mintegy 1,5-2 milliárd forintra becsülték. Ugyanakkor az ebből nyerhető információ statisztikai módszerekkel közel ilyen biztonsággal 100 millió forintos nagyságrendű költséggel megszerezhető lett volna.
A másik fontos ellenérv volt, hogy az amúgy is zsúfolt pénztárakra így további forgalom hárult. Ráadásul a  szabályok szerint retúrjegyet nem lehetett váltani, ami a jegykiadás idejét (és külön történő megváltás esetén kétszeri sorbanállást) megkétszerezte. Az ingyenesség miatt előfordult, hogy kényelmi okokból egyszerre sok jegyet váltott valaki, továbbá lehetséges volt, hogy egy szolgáltató a kihasználatlan vonalak esetén megnövelt támogatás elnyerése érdekében fantomjegyeket adhatott ki.

## Megszüntetése
A Nemzeti Fejlesztési Minisztérium Kommunikációs Főosztálya közleménye szerint a jegytípus 2012. január 1-jétől megszűnt, mivel a bevezetés érvekénti statisztikák elkészültek, és a megszüntetéssel éves szinten több százmilliós összegek takaríthatók meg. Középtávon a pontos utasforgalmi adatfelmérést a tervezett e-ticketing rendszerrel kívánják majd megoldani.